# Lars Hultström
Lars Hultström, född 1954, var ordförande för Swedish Meats och styrelseledamot för Scan AB samt ordförande för Sveriges Grisproducenter. Hultström har i grunden en fil. kand. i ekonomi från Uppsala universitet.
Den 28 november 2009 meddelade Hultström i ett pressmeddelande att han avgick med omedelbar verkan från sina styrelseuppdrag i Swedish Meats, HK Scan, LRF och Svenska Djurhälsovården med motiveringen att han inte under rådande situation kunde fullfölja sitt uppdrag.